# Кизеев, Михаил Алексеевич
Михаил Алексеевич Кизе́ев (род. 17 марта 1997, Владивосток) — российский футболист, вратарь.

## Карьера
Начал заниматься футболом во Владивостоке. После занимался в ДЮСШ «Локомотив» в Санкт-Петербурге. Тренировался под руководством Михаила Бирюкова, Семёна Емельянцева и Бориса Постнова. Принял решение быть вратарём, вдохновившись игрой Камила Чонтофальски, экс-вратаря «Зенита». В 13 лет перешёл в СДЮСШОР «Зенит». Тренировался у Алексея Поликанова. В 2015 году стал чемпионом России вместе с командой в своей возрастной группе и получил стал лучшим вратарём турнира. Позже на Мемориале Гранаткина защищал ворота в составе Сборной Санкт-Петербурга, где также был признан лучшим вратарём.
С 2015 года игрок молодёжной команды «Зенита». Также участвовал в её составе в Юношеской лиге УЕФА. Был в заявке основной команды, но выступал только за «Зенит-2» в ФНЛ. После завершения контракта, в 2019 году, перешёл в кипрский клуб первой лиги «Акритас Хлоракас».
В сентябре 2020 года подписал контракт с аутсайдером молдавской Национальной дивизии «Кодру» Лозова. Дебютировал 20 сентября в поединке против клуба «Сфынтул Георге» (2:2).
В 2021 году вернулся в Санкт-Петербург, летом был на сборах «Зенита-2» в Железноводске. Осенью 2021 года вместе с вратарём Владимиром Мухиным организовал тренировки по вратарскому мастерству для детей. На зимнее первенство Санкт-Петербурга 2021/2022 был в заявке команды «Каппа», однако, не сыграл за неё ни одного матча. В конце января 2022 года отправился на сборы с «Зенитом-2» в Португалию, а уже 31 января подписал с клубом контракт. 7 марта оказался в заявке основной команды в РПЛ против «Уфы».

## Достижения
«Зенит»
- Чемпион России:  2021/22